# Love Is a Long Road
«Love Is a Long Road» — пісня Тома Петті з його першого сольного альбому Full Moon Fever 1989 року. Попри те, що він вийшов лише як B-side до «Free Fallin'» у Великобританії, а не як окремий сингл, він отримав достатню кількість радіоефірів. У США він досяг 7 місця в чарті Billboard Album Rock Tracks.
В кінці 2023 року пісня отримала нову хвилю популярності після виходу першого трейлеру Grand Theft Auto VI. Кількість прослуховувань пісні в стрімінгому сервісі Spotify стрімко збільшилася на 36979%.

## Чарти
| Чарт (1989)                      | Найвища позиція |
| -------------------------------- | --------------- |
| US Album Rock Tracks (Billboard) | 7               |